# 사람의 마음
《사람의 마음》은 대한민국의 밴드 장기하와 얼굴들의 세 번째 정규앨범이다. 장기하가 음반의 전곡을 썼고, 그와 하세가와 요헤이가 공동 프로듀서를 맡았으며, 두 사람을 비롯해 장기하와 얼굴들 멤버들 모두가 편곡 작업에 참여했다. 장기하는 2014년 10월 13일에 가진 기자 회견에서 "로큰롤 기본에 충실한 사운드를 만들려고 노력했다"고 축약했으며, 3년 4개월이라는 짧지 않은 시간을 "허투루 쓰지 않았다는 걸 보여주기 위해 열심히 작업한 음반"이라고 말했다. 앨범과 동명의 타이틀 곡 〈사람의 마음〉은 장기하가 매일 밤 라디오를 진행하면서 청취자들에게 들은 이야기, 그리고 그들에게 해주었던 이야기를 소재로 사용했다.
표지는 전작과 같이 붕가붕가 레코드의 수석 디자이너 김기조가 디자인했다. 장기하는 "앨범 전체를 들려준 뒤 뭐가 떠오르는지 묻자 혈관까지 자세히 보이는 심장 이미지를 말하더라고요. 마음에 들었어요. 보통 사람의 마음은 '하트'로 표현하는 경우가 많잖아요. 근데 그건 사람의 몸과 마음을 분리할 때 사용하는 이미지 같아요. 우리 앨범 재킷 디자인의 심장은 정말 장기인데, '마음이냐 몸이냐' 그 경계가 불분명해서 마음에 들었습니다."라고 말했다. 〈내 사람〉, 〈사람의 마음〉의 뮤직비디오는 장기하가 막춤을 추는 하나의 영상을 편집하여 제작되었다.
이 앨범에는 2013년 3월 29일에 우선 공개했던 〈좋다 말았네〉가 포함되어 있다. 이전 음반 《장기하와 얼굴들》의 발매일로부터 3년 4개월 만인 2014년 10월 15일에 공개되었으며, 수록곡 중 하나인 〈내 사람〉은 10월 7일에 우선 공개되었다. 《사람의 마음》은 온라인 버전과 오프라인 버전 등 두 가지 버전으로 제작됐다. 온라인 버전에는 타이틀 곡 〈사람의 마음〉을 포함해 총 12개 트랙이 담기며, 오프라인 버전 앨범에는 〈별 일 없었니〉가 보너스 트랙으로 수록되었다. 음반은 발표와 동시에 좋은 상업적 성과를 거두었고, 평론가와 대중의 반응 모두 호의적이었다. 밴드는 새 앨범 발매를 기념해 10월 23일부터 서울을 시작으로 대전, 대구, 전주, 부산에서 전국투어를 실시했다.

## 배경
장기하와 얼굴들은 2012년 2집 앨범 《장기하와 얼굴들》로 한국대중음악상에서 올해의 음반산, 음악인상, 록 음반상, 록 노래상 등 4개 부문을 휩쓸었다. 2013년 12월 20일 잡지 《나일론》에서 인터뷰한 장기하와 얼굴들은 3집에 대해 언급하기를, "1, 2집 보다는 더 강력한 로큰롤로 구상하고 있다. 장기하가 라디오 DJ를 하면서 얻은 모티브를 많이 담았고 앨범에 수록될 곡들이 거의 다 완성 됐다"고 했다. 2014년 8월 20일, 앨범에 참여한 한 관계자는 《스타뉴스》에 "현재 곡 후반 작업을 마치고, 뮤직비디오 기획단계에 있다"며 "9월은 좀 이를 것 같고, 10월을 목표로 작업하고 있다. 뮤직비디오는 전작과 마찬가지로 장기하가 직접 연출을 맡을 것 같다"고 말했다.
2014년 10월 1일, 티저 영상이 공개되었다. 티저 영상에서 장기하는 특별한 동작 없이 가만히 서 숫자 세는 소리에 맞춰 카메라를 응시하고 있어 앨범에 대한 궁금증을 증폭시킨다. 영상이 끝나면 "내 사람의 마음"이 적힌 화면이 등장하고 "내 사람" 부분에 불이 들어오면서 '2014.10.07'라는 숫자가, 연달아 "사람의 마음" 부분과 함께 새 앨범 발매 날짜를 뜻하는 '2014.10.15' 숫자가 나타난다. 10월 7일 정오 각종 음원사이트를 통해 〈내 사람〉이 선공개되었다.
10월 13일 《사람의 마음》 발매 기념 음악감상회 및 기자간담회가 서울 마포구 합정동 무대륙에서 열렸다. 지난 2집에 이어 새 앨범이 늦어진 것에 대해서 장기하는 여러 TV 프로그램에 출연하느라 그랬던 감도 있다고 말했다. 간담회에서 장기하는 "시간을 허투루 쓰지 않았다는 것을 보여드리기 위해 열심히 했다"고 컴백 출사표를 던졌다. 이어 "작사 작곡은 스스로했고 편곡 작업은 공동으로 진행을 했다. 《싸구려 커피》 때부터 앨범 전체 주제를 정해놓고 곡을 써본 일은 없다. 자연발생적으로 만든 곡들을 모았다. 다 모아보니 사람의 마음이더라. 누구라도 격어봤을 법한 경험을 담고 있다"고 소개했다. 이날 하세가와 요헤이는 "이번 앨범에서야 같이 했다는 생각이 든다. 프로듀싱을 하지만 객관적으로 봤을 때 3집이 더 아이디어를 더 많이 낸 거 같고, 장기하가 아니라 장기하와 얼굴들이 되는 느낌"이라고 말했다. 이어 장기하는 "밴드 멤버들의 의견이 많이 반영됐지만 소리는 많이 비웠다"고 설명을 덧붙였다.

## 녹음
장기하와 하세가와 요헤이가 공동 프로듀서를 맡았으며, 두 사람을 비롯해 장기하와 얼굴들 멤버들 모두가 편곡 작업에 참여했다. 최고의 사운드를 구현하기 위해 국내·외 스튜디오에서 녹음과 믹싱·마스터링을 시도하는 등 완성도에 힘을 쏟았다. 본격적으로 녹음하기 앞서 합주실에서 먼저 가녹음을 한 뒤 스튜디오에서 본녹음을 했는데, 나중에 들어보니 가녹음의 느낌이 더 좋아서 그걸 실은 곡이 절반 가까이다. 장기하는 "13곡을 원하는 사운드로 만들기 위해서 할 수 있는 시도를 전부 해봤다. 녹음 엔지니어를 바꾸는 시도도 해보다 보니 결과적으로 각 곡당 두세 가지 버전이 나왔다. 합주실에서 녹음한 것과 외부 큰 스튜디오를 빌려서 녹음한 것이 있다. 30곡이 넘게 녹음한 정도의 시간을 들일 수밖에 없었다"고 털어놨다. 하세가와와 절친한 일본인 엔지니어 나카무라 소이치로가 마스터링 엔지니어를 맡았는데, 미국 엔지니어 버전 등 결과적으로 3가지 버전이 나왔다. 그중에 하세가와를 제외한 멤버들끼리 블라인드 테스트를 거쳐 최종본을 뽑았다.

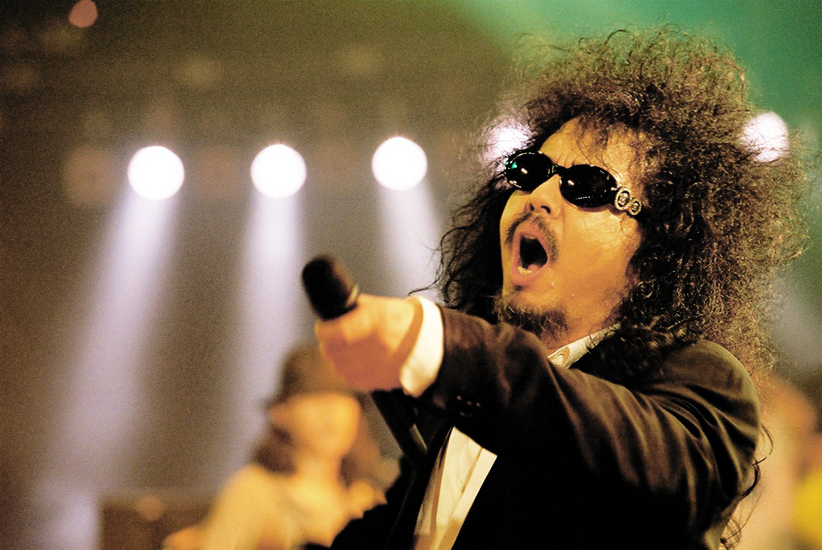
2012년 방송에 함께 출연하면서 만났을 당시 전인권은 "너희들은 대중의 애환을 이해하고 있어. 필요하다면 언제든지 날 갖다 써"라고 말했다.

〈내 이름을 불러주세요〉, 〈착한 건 나쁜게 아니야〉에는 1960년대 비틀즈가 사용했던 악기인 멜로트론이 사용되었다. 요헤이는 〈내 이름을 불러주세요〉의 데모를 듣고 감탄, 완성도를 올리고 싶었는데 타이밍 좋게 마스터링을 해준 소이치로 나카무라 씨가 멜로트론을 샀다는 연락을 해와 녹음하기 전 이 악기를 직접 공수했다고 말했다. 장기하와 얼굴들은 2집 작업 당시에는 VST로 작업했다고 말했다. 이종민은 〈내 이름을 불러주세요〉의 "곡 도입부와 종결부 사이 이 악기가 등장하지 않는 부분에는 멜로트론이 켜져 있을 때 나는 미세 잡음도 일부러 삽입했다"고 했다. 〈내 사람〉에서는 1980년대 신시사이저 야마하 DX7과 일렉트릭 시타르가 겹쳐 연주하는 주제부 위로 전기기타의 여섯 번째 줄로만 연주된 힘찬 반복 악절이 얹혔다. 타이틀 곡 〈사람의 마음〉의 후반부에 나오는 이민기의 기타 솔로는 최대한 피곤한 느낌을 주려고 여러 번 녹음했다. 〈구두쇠〉에 대해서 장기하는 "여기서 쓰인 벤조 기타 소리가 구수한 느낌을 내 주었고, 〈풍문으로 들었소〉에서 껄렁한 분위기를 위해 사용했던 빈티지 오르간은 장난스럽게 쓰였다."고 썼다.
이전 백지수표 프로젝트를 통해 공개한 〈좋다 말았네〉는 다시 녹음했지만 결국은 원래 것이 낫다고 판단하여 작년 버전 그대로 실렸다. 〈올 생각을 않네〉의 "트럼본 연주는 키보디스트 이종민이 군악대 시절 배운 실력을 발휘한 것"이라고 했다. 〈기억 안 나〉에서는 여자가수의 피쳐링을 염두에 두고 장기하가 가성으로 가녹음을 했는데 결국 그 가녹음이 채택되고 피쳐링은 없었던 일이 되었다. 장기하는 "적당한 여자 가수가 안 떠올라 고심하던 중 음반사 대표가 '그냥 가녹음 쓰면 안돼?’ 하고 툭 던지더라고요. '아! 그럴 수도 있구나' 했어요. 발상의 전환이었죠. 가녹음 때 대충 불러 음이탈도 있지만, 결과적으로 앨범에서 가장 재미있는 노래가 됐어요."라고 회상했다. 〈잊혀지지 않네〉에 대해서 장기하는 "아주 단순한 비트였으면 좋겠다는 생각으로 80년대의 리듬머신을 사용했다. 드러머 전일준이 직접 버튼을 눌러가며 연주했다."고 썼다. 〈착한 건 나쁜 게 아니야 pt. 2〉는 제작 도중 "한 키가 올라가고 지르는 부분이 들었을 때, 처음부터 전인권 선배님이 불러주셨으면 했다."며 흔쾌히 전인권 선배님이 보컬을 맡아주었다고 했다. 장기하가 2005년 청년실업 시절 발표하고 라이브 레퍼토리로 사용된 〈기상시간은 정해져있다〉는 처음으로 밴드의 버전을 녹음해 실었다.

## 음악과 가사
음반의 모든 곡은 장기하가 썼다. 장기하는 "사운드적으로 변화된 것이 있다면 전작들보다 좀 더 단순하고 강력하다는 거다. 로큰롤의 기본에 충실한 앨범을 만들려고 노력했다"고 말했다. 요헤이는 "록에서 해야 할 게 무엇일까 고민했습니다. 그래서 소리를 빼기 시작했습니다. 질감에 신경을 썼더니 오히려 소리가 잘 들리더라고요."라고 말했다. 그리고 "사이키델릭도 있고, 하드록도 있고, 발라드도 있으면서 멤버 여섯이 함께 만들었다는 느낌을 주고 싶었다. 결과적으로 완성도에 만족한다"고 뿌듯해했다. 장기하는 "오아시스를 들으면서 단순하고 반복적이고 전통적인 로큰롤에 대한 접근이 멋있는 거라는 생각을 하게 됐다."고 말했다. 이외에도 음반에 영향을 준 뮤지션에 대해 그는 테임 임팔라와 텔레비전을 지목했다. 이경준은 "아예 눈치 보지 않고 밴드형 록 음악으로 탈바꿈했다. 전작에도 이런 시도들이 없었던 것은 아니지만 '작정하고' 만들었다는 인상이 강하다. 멜로트론, 프렛리스 베이스, 구식 신시사이저 등이 과거의 향수를 피워 올리는 동안, 장기하의 보컬은 예전보다 훨씬 명징하게 한 음절 한 음절 강세를 넣는다. ... 이래저래 1960~70년대 록 클래식의 정전을 교본으로 삼았음이 명백해진다."고 썼다.
특유의 창법에 대해서 장기하는 "3집 노래 멜로디들의 음높이가 높아졌다. 내가 공연을 많이 하다보니까 흥이 많아져서 크게 부르고 싶더라. 그래서 약간 높아졌다"고 말했다. 이어 "하나 또 바뀐 게 있다면 내가 2집 이후로 새로운 활동에 도전했다. 라디오DJ와 연기다. 두 가지를 하면서 다양하게 말하는 방식을 연습하다보니까 그게 노래에도 영향을 미친 것 같다. 노래 표정이 다양해졌다는 생각을 스스로 했다"고 덧붙였다. 그는 《웨이브》 인터뷰에서 "〈아무 것도 없잖어〉 같은 경우는 발음하는 방식에 있어서는 확실하게 배철수 선배님의 영향을 많이 받았다. 〈나를 받아주오〉 같은 경우도 내가 송창식 선배님을 워낙 좋아해서 울림통은 다르지만 아주 얄팍한 차원에서 따라했다."고 말했다. 사회적 소재는 건드리지 않았다고 장기하는 말했지만, 차우진은 〈사람의 마음〉에는 시사적인 뉘앙스가 담겨있다면서 "노랫말을 가만 들어보면 알아차릴 수 있다. 보편적인 감각을 다루는 한편 특수한 기억을 환기한다. 누군가는 팽목항, 안산, 광화문 광장을 동시에 떠올릴 법하다"고 썼다.
장기하는 타이틀 곡 〈사람의 마음〉에 대해 "매일 밤 라디오를 진행하면서 청취자들에게 들은 이야기, 그리고 내가 그들에게 해주었던 이야기가 소재가 됐다. 지칠 정도로 열심히 살고도 찜찜한 마음으로 귀가하는 이들이 많았다. 나는 그들에게 '오늘 할 일은 다 잘 마치신 거예요. 일단 푹 주무세요'라고 말하곤 한다. 그것은 마음이 지친 밤에 내가 나 자신에게 해주는 이야기이기도 했다"고 설명했다. 차우진 평론가는 노래의 보컬과 악곡의 뉘앙스는 〈TV를 봤네〉를 연장한 것이라고 썼다. 〈내 이름을 불러주세요〉는 짝사랑하는 상대방이 먼저 내게 안부를 물어봐줬으면 하는 마음을 담았다. 〈내 사람〉에 대해 장기하는 "그냥 혼자 공원을 거닐고 있었는데 곡의 노랫말과 멜로디가 떠올랐다"고 했다. "3분 40초경에서 사운드가 폭발하는 부분은 마치 사정하는 순간을 표현한 것처럼 느껴질 정도로 극적"이며 "섹스의 과정을 은유적으로 노래"한 것 같다고 텐아시아의 권석정은 썼다. 이경준 음악 평론가는 "단순히 가사의 위트를 넘어 도어스의 사운드를 완전히 체화해 재해석"했다고 썼다. 〈구두쇠〉는 장기하의 자전적인 노래다.
〈올 생각을 않네〉는 오지 않는 사람에게 가지는 답답합을 표현했다. 〈알 수 없는 사람〉은 장기하의 지인이 "넌 참 알 수 없는 사람이야"라고 말한 한마디에서 비롯되었다. 장기하는 《대학내일》 인터뷰에서 〈기억 안 나〉가 참 나쁜 노래라면서 "어젯밤에 무슨 일이 있었는지 다 기억하는 여자에게, 전혀 기억 안 난다고 말해요."라고 했다. 〈잊혀지지 않네〉는 "누구에게나 평생 잊을 수 없는 추억에 대한 아련한 마음을 담았다"고 했다. 〈착한 건 나쁜 게 아니야 pt. 1〉에 대해서는 "착한 사람이 바보 취급 당하는 일이 너무 많다는 생각을 했다. 착한 건 나쁜 게 아니다. 착한 거다. 하지만 내가 대놓고 이런 말을 할 만큼 착하지는 않아서 가사에 외할머니를 끌어들였다."고 했다. 첫 부분이 장기하의 대단한 라디오 로고송과 일치하는 이 노래는 로고송을 만들고 한참 후에 그것을 발전시켜 만들었다. 권석정은 끝에서 길게 끄는 부분은 〈A Day In The Life〉를 마무리 하는 폴 매카트니의 피아노를 연상케 한다고 썼다. 말 그대로 듣는 이들의 안부를 묻는 CD 한정곡 〈별 일 없었니〉에 대해 장기하는 "공연의 첫머리를 생각하며 만들었다"고 했다.

## 뮤직비디오
"뮤직비디오는 최대한 간단하게 찍고 싶었다. 1타 2피로 편집만 바꿔서 찍으면 간편하겠다는 생각도 있었다. 〈사람의 마음〉의 뮤직비디오에 대해서는 느리게 편집한다는 것만 정해놨다. 〈내 사람〉은 생각대로 잘 나온 것 같다."

〈내 사람〉 뮤직비디오는 장기하가 직접 연출을 맡았다. 장기하는 직접 뮤직비디오에 등장해 노래의 시작부터 끝까지 몸을 공기 위에 내놓은 듯 막춤을 선보였다. "사람의 마음에 대한 곡이기도 하지만 사람의 몸에 대한 곡이기도 하다"고 설명한 바 있는 그는 아울러 "나는 이 곡이 사람의 몸을 움직이게 했으면 좋겠다고 생각했다. 뮤직비디오에서는 이 곡에 맞춰 몸을 움직이는 내 모습을 담았다"라며 막춤을 펼친 이유를 설명했다. 또한 그는 "한 살이라도 젊었을 때, 건강한 신체를 영상에 담아놓고 싶다는 생각이었다. 올해 33세인데, 내년에 어떻게 될지 불분명하다. 이렇게 움직일 수 없을지도 모른다"고 전했다.
이 뮤직비디오를 만들기 위해 장기하는 6월부터 3개월가량 국내 대표적인 현대 무용단인 안은미 컴퍼니의 김기범 안무가로부터 춤을 사사했다. 장기하는 현대 무용을 배운 이유에 대해 "새로운 동작을 익히기보다는 내 몸을 더 잘 알기 위해서였다. 내 몸이 어떻게 움직일 수 있는지 더 잘 아는데 가장 도움이 될 수 있는 춤이 현대무용이라고 생각했다"고 밝혔다. 그렇지만, "제가 추는 춤은 막춤이 맞다. 현대 무용사에게 사사받았다는 기사도 나왔지만, 막춤이다. 제 자신의 고유의 움직임을 담았다"고 이후 털어놨다. 이어 공개된 〈사람의 마음〉 뮤직비디오는 〈내 사람〉 뮤직비디오를 재편집한 것이었다. 《웨이브》의 차우진은 이 뮤직비디오에 대해 "톰 요크의 '오징어'가 떠오를 뿐 아니라 〈내 사람〉을 재활용하는 뮤직 비디오만큼은 (단호하게) '노잼'이다."라고 평가했다.

## 발표와 홍보

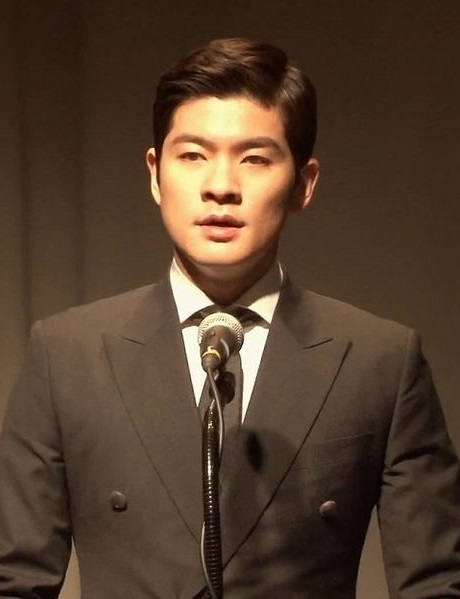
'내년에는 꼭 3집 내겠습니다' 홍보 영상에서의 장기하

《사람의 마음》은 온라인 버전과 오프라인 버전 등 두 가지 버전으로 제작됐다. 온라인 버전에는 타이틀곡 〈사람의 마음〉을 포함해 총 12개 트랙이 담기며, 오프라인 버전 앨범에는 〈별 일 없었니〉가 보너스 트랙으로 수록된다. 장기하는 지금의 음반 판매 방식에 불만을 표출하고 싶어 곡 배치를 달리 한 것은 아니며, 음원과 CD를 듣는 가요팬들이 서로 음악을 들을 때 생각하시는 것이 다를 것 같다고 생각해 그랬다고 말했다. 이어서 "〈사람의 마음〉이라는 곡이 정규 3집의 주제곡인데 디지털 음반은 두괄식으로 가는 게 좋다. CD로 들으시는 분들은 마치 영화를 보시는 듯 반전 혹은 결론이 마지막에 있을 것이라고 생각하실 것 같아 타이틀곡을 후반부에 놓았다"고 전했다. 그리고 "지금은 거의 CD 플레이어가 없어지다시피 한 시대다. CD를 사서 들을 정도의 성의를 보여주는 분들에게 안부 한마디라도 더 묻고 싶었다. 그래서 인트로 곡인 〈별일 없었니〉라는 곡을 CD에만 수록했다"며 CD로 들으시는 분들이 왠지 더 고맙다고 덧붙였다.
《사람의 마음》은 유니버설 뮤직이 유통을 맡아 2014년 10월 15일 발표되었다. 2016년 12월 9일, 소속사 두루두루amc은 일본의 레코드 제작사인 토요 카세이와 손을 잡아 LP로 발매했다. 3집의 전곡을 재마스터링하고, 멤버들이 직접 일본으로 건너가 LP 제작 과정을 참관하는 등 차별화된 품질의 결과물을 위해 심혈을 기울였다. 이 LP는 국내 각종 음반 사이트를 통해 온라인 구매 가능했지만, 예약 판매만으로 온라인 판매 수량이 완판되었다. 장기하와 얼굴들의 '날로먹는 내사노사' 공연 관람객에 한해 공연장 내에서 현장 구매가 가능했다.
음반 발표 전인 2013년 12월 30일부터 12월 31일까지 올림픽공원 내 올림픽홀에서 장기하와 얼굴들은 '내년에는 꼭 3집 내겠습니다'라는 타이틀의 연말콘서트를 개최했다. 장기하와 얼굴들은 3집 수록곡 중 일부를 이 연말콘서트에서만 선공개했다. 밴드는 《장기하의 대단한 라디오》에서 정규 3집 앨범의 수록곡들을 라이브 공연으로 처음 선보였다. 3집 발매 기념 전국투어는 2014년 9월 18일 목요일 오후 2시 인터파크에서 예매 가능했다. 장기하와 얼굴들의 소속사에 따르면 이 전국투어는 3년 만에 발매하는 것으로, 공연은 서울을 비롯하여 대전, 대구, 전주, 부산 총 5개 도시에서 이뤄졌다. 이와 관련해 장기하와 얼굴들은 "드디어 정규 3집 발표다. '사골공연의 진수'를 보여왔음에도 불구, 끝없는 사랑으로 객석을 채워준 관객들에게 3집 신곡을 라이브로 선보일 수 있게 되어 행복하다"며 전국투어를 하게 된 소감을 전했다. 전국 투어 첫 개최지인 서울 공연은 10월 23일부터 서울 롯데카드 아트센터 아트홀에서 열렸다. 이어 11월 8일에는 대구 경북대학교 대강당, 11월 16일 대전 우송예술회관, 11월 22일 전주 전북대학교 삼성문화회관에서 차례로 개최되었다. 마지막으로 12월 6일 부산 센텀시티 소향씨어터 롯데카드홀을 끝으로 전국투어 대장정의 막을 내렸다.

## 반응과 평가
발표 이후 벅스, 엠넷, 소리바다 등 주요 음원차트에 진입하며 자리 선점에 성공한 것은 물론, SNS 등을 통해 네티즌들로부터 극찬을 받았다. 퇴근이 시작되는 오후 6시부터 8시까지 음원차트를 역주행하는 퇴근길 특수를 보인 〈사람의 마음〉은 국민 퇴근송이라는 애칭을 얻으며 뜨거운 인기를 누렸다. 장기하와 얼굴들 측은 〈사람과 마음〉 취지를 살린 퇴근길 응원 영상을 제작, 공식 SNS 채널들을 통해 공개해 온라인 커뮤니티들을 중심으로 퍼져 나가며 뜨거운 반응을 얻었다. 〈내 사람〉의 가사가 야하다는 논란에 대해 장기하는 "어떤 분들은 순수한 사람의 마음을 자연에 빗대서 동시 같다는 말씀을 해주셨고 또 어떤 분들은 들으면 들을수록 노골적인 표현이 아니냐 야한 노래가 아니냐는 반응도 하셨다. 그런데 기본적으로 우리가 〈싸구려 커피〉 때부터 했던 건 생각하시는 게 맞"다면서 "어쩄든 들으시는 분이 해석하는 게 정답이다. 처음 의도는 있지만 굳이 말씀드릴 필요는 없다고 생각한다. 이야기가 오가는 것에 대해서는 만족하게 생각한다"고 말했다.
| 전문가 평가 | 전문가 평가 |
| 평가 점수   | 평가 점수   |
| 출처        | 점수        |
| ----------- | ----------- |
| 이즘        | [ 45 ]      |

《사람의 마음》은 음악 평론가로부터 호평을 받았다. 음반은 네이버 뮤직 2014 10월 3주, 이주의 발견에 올랐고 이경준 음악 평론가는 "율동이나 손짓, 유머 등 음악 외적인 코드를 모조리 제거해도 그 자체로 매혹적인 음반이 되었다."고 호평했다. 《이즘》의 김도헌은 "세 번째 정규 앨범에서야 비로소 장기하와 얼굴들은 '장기하'라는 이름 대신 '장기하와 얼굴들'이라는 프레임에 집중한다. ... 멤버 전원이 고르게 앨범 작업에 참여했다는 사실은 그 특정 누구의 이야기도 아닌 보편적 '사람의 마음'을 다루며 드러난다. 장기하 본인의 스토리텔링이 주가 되었던 과거에 비해 새 앨범의 주제는 보다 폭넓은 보편적 감정에 기인하고 있고, 이를 간결한 표현으로 알맞게 전달하려는 노력이 돋보인다"지만, "아직까지 완전한 성취를 논하기에는 어색한 부분이 많다. 확실한 후렴구가 분명 인상적이나 그곳까지 닿는 방식에서 여전히 과거의 '스토리텔링' 창법이 발목을 잡는 탓이다."라고 지적했고 "음악 자체에서의 단점을 대거 보완하여 밴드에게 정작 부족했던 사운드의 공동(空洞)화를 채워나가는 모습은 분명한 개선의 노력이다."라며 여지를 남겨둔 채 5점에 3점을 줬다.
차우진은 〈사람의 마음〉의 "음악에 집중하면, 일단 창법이 인상적이다. 툭, 툭 던지듯 부르는 노래가 듣는 사람의 마음을 슬쩍 쓰다듬는다. 그게 특히 좋다. 게다가 소리의 공간감도 적절하다. 방한복의 공기층처럼, 따뜻하고 포근한 쿠션을 만드는 것 같다. 악기들은 어딘가에 숨어 있다 적절한 타이밍에 등장해 서로 부둥켜안고 고조되다가 슬며시 사라진다. 장기하의 보컬 연출은 점점 드라마틱하게 변하고, 감정의 틈새도 세밀하게 재현된다. 그러면서 자연스레, 그저 하루가 힘들고 지친 사람들도, 2014년의 한국이라는 공동체에 상처받고 소외당한 사람들도 모두 보듬으려고 애쓴다."고 호평했다. 동아일보의 임희윤 기자는 "3년 만의 신작은 정극이다. 묵직한 뼈대를 세밀한 음향과 편곡으로 치장한 변검술이다. 표지의 가수명을 검은 테이프로 가리고 CD 진열장의 도어스, 비틀스와 지미 헨드릭스 사이에 꽂고 싶은 충동이 든다."지만, "한방에 귀를 끄는 장기하식 후렴구가 없다는 건 흠"이라고 평가했다.

## 수록곡
디지털 다운로드 방식과 CD의 음악 순서가 상이하다. CD의 1번 트랙인 〈별 일 없었니〉는 CD에만 있는 음원이다.

### 디지털 다운로드
1. 〈사람의 마음〉
2. 〈내 이름을 불러주세요〉
3. 〈내 사람〉
4. 〈구두쇠〉
5. 〈올 생각을 않네〉
6. 〈알 수 없는 사람〉
7. 〈좋다 말았네 (2014 Remastered)〉
8. 〈기억 안 나〉
9. 〈잊혀지지 않네〉
10. 〈착한 건 나쁜 게 아니야 Part 1〉
11. 〈착한 건 나쁜 게 아니야 Part 2 (Feat. 전인권)〉
12. 〈기상시간은 정해져 있다〉

### CD
전체 작사·작곡: 장기하
| #            | 제목                                | 비고                                        | 재생 시간 |
| ------------ | ----------------------------------- | ------------------------------------------- | --------- |
| 1.           | 〈〈별 일 없었니〉〉                | CD에만 존재하는 트랙.(CD Only)              | 3:48      |
| 2.           | 〈〈내 이름을 불러주세요〉〉        |                                             | 2:33      |
| 3.           | 〈〈내 사람〉〉                     |                                             | 4:33      |
| 4.           | 〈〈구두쇠〉〉                      |                                             | 4:34      |
| 5.           | 〈〈올 생각을 않네〉〉              |                                             | 4:00      |
| 6.           | 〈〈좋다 말았네〉〉                 |                                             | 4:15      |
| 7.           | 〈〈잊혀지지 않네〉〉               |                                             | 3:49      |
| 8.           | 〈〈기억 안 나〉〉                  |                                             | 4:30      |
| 9.           | 〈〈알 수 없는 사람〉〉             |                                             | 3:49      |
| 10.          | 〈〈사람의 마음〉〉                 |                                             | 3:54      |
| 11.          | 〈〈착한 건 나쁜 게 아니야 pt.1〉〉 |                                             | 6:38      |
| 12.          | 〈〈착한 건 나쁜 게 아니야 pt.2〉〉 | 전인권의 피처링이 장기하의 보컬을 대체한다. | 3:41      |
| 13.          | 〈〈기상시간은 정해져 있다〉〉      |                                             | 1:36      |
| 총 재생 시간 | 총 재생 시간                        | 총 재생 시간                                | 51:40     |